# Wallaby à cou rouge
Macropus rufogriseus
 (octobre 2022).
Si vous disposez d'ouvrages ou d'articles de référence ou si vous connaissez des sites web de qualité traitant du thème abordé ici, merci de compléter l'article en donnant les références utiles à sa vérifiabilité et en les liant à la section « Notes et références ».
Espèce
Statut de conservation UICN

 LC  : Préoccupation mineure
Le Wallaby à cou rouge (Macropus rufogriseus) est une espèce de mammifères diprotodontes de la famille des Macropodidae. Marsupial de taille moyenne, il est originaire de l'est de l'Australie, dans les régions au climat tempéré. C'est l'un des plus grands wallabies. Le Wallaby de Bennett est une sous-espèce plus petite. C'est l'espèce type de wallaby et l'espèce de wallaby la plus connue.

## Caractéristiques
Le Wallaby à cou rouge se caractérise par le noir de son nez et de l'extrémité de ses pattes, la bande blanche de sa lèvre inférieure, sa robe grisonnante avec des reflets rouges, parfois subtils, sur les épaules. C'est à ce dernier point qu'il doit son nom. Son pelage est épais pour supporter le froid de l’hiver. Les albinos sont fréquents en parcs zoologiques, mais existent aussi dans la nature. À l'arrêt, en position assise, les wallabies se tiennent en appui sur trois points : leurs deux pieds aux quatrième et cinquième doigts bien développés et leur longue queue.

Les griffes des marsupiaux sont des ongles. Les ongles des mains sont particulièrement puissants et acérés. La griffe du 4e doigt des pieds se révèle être une arme efficace quand le wallaby est attaqué par des prédateurs. Les griffes des deuxième et troisième doigts des mains forment un outil qui est utilisé pour le nettoyage de la fourrure. Il enlève les parasites et les souillures qui se logent entre ces deux griffes.

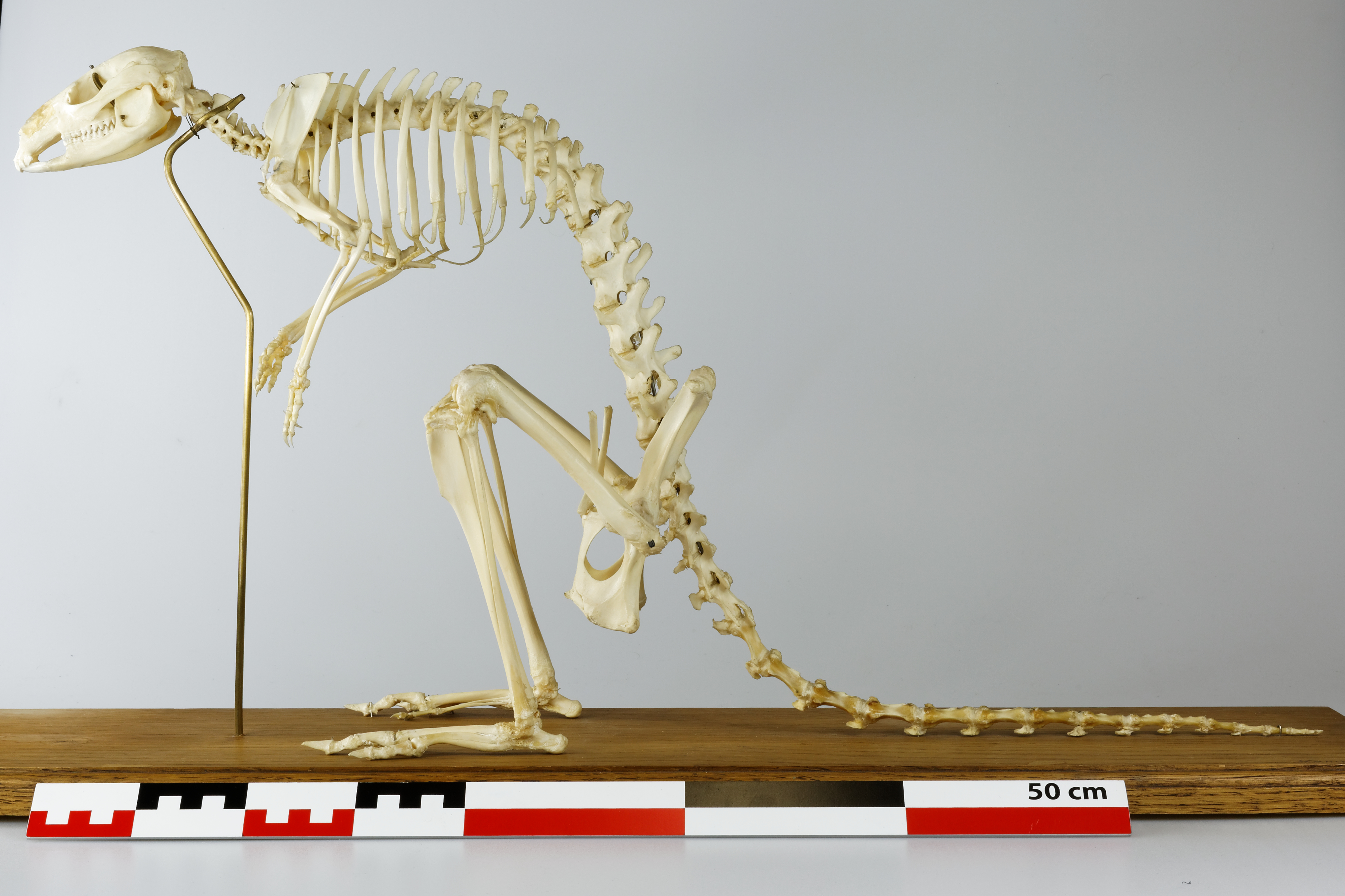
Squelette - UPMC

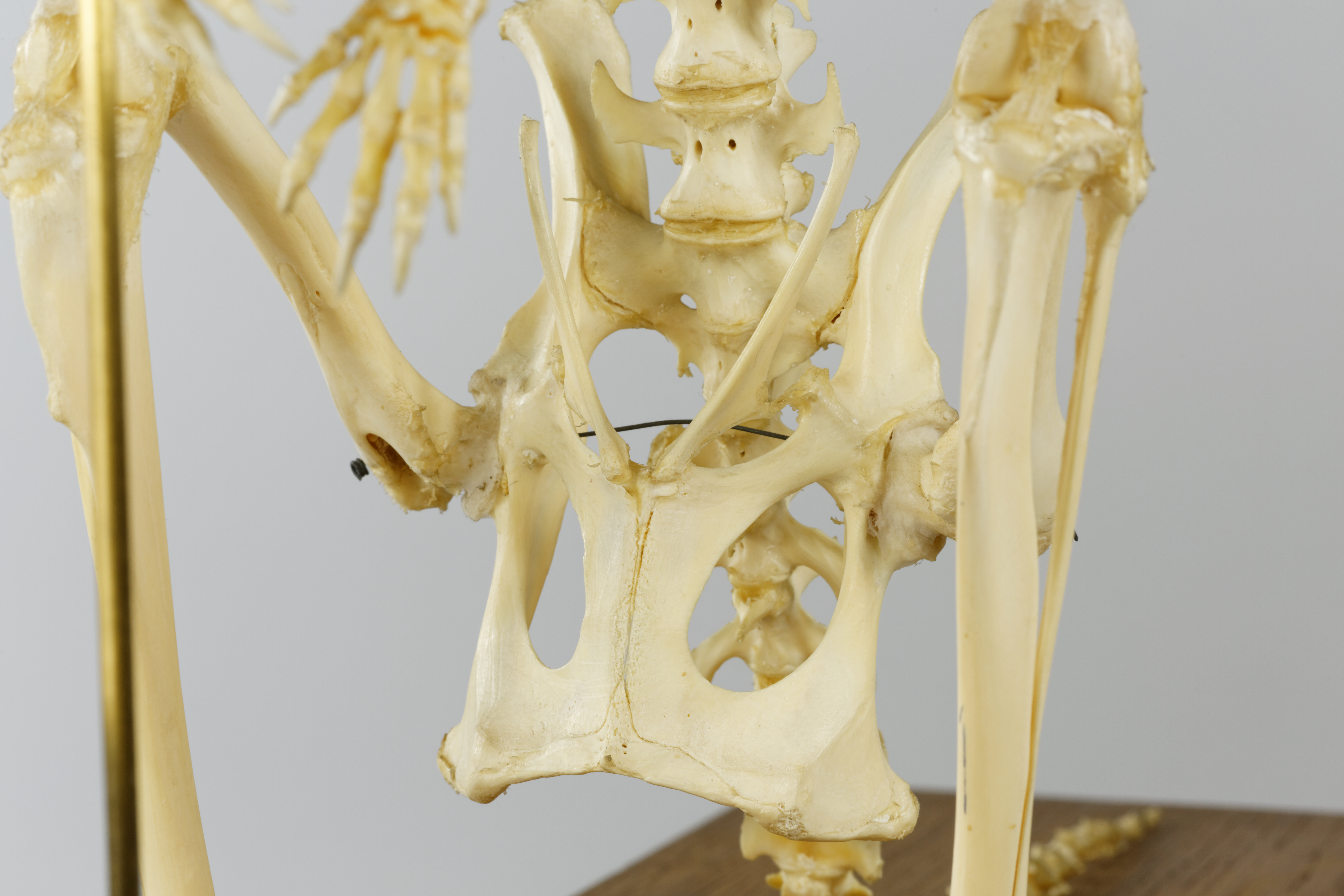
Vue détaillée de l'os épipubis - UPMC

- Habitat : forêts côtières de l'Est australien, en climat tempéré
- Biotope : prairies, zones arbustives, couvert végétal
- Gestation : 35 jours, le petit continue à se développer dans la poche marsupiale
- Nombre de petits: 1
- Poids:
  - Femelles : 10 à 15 kg[2]
  - Mâles : 15 à 20 kg[2]
- Hauteur assis:
  - Femelles : 70 à 80 cm[2]
  - Mâles : 80 à 90 cm[2]
- Longueur de la tête et du corps:
  - Femelles : 65 à 75 cm
  - Mâles : 80 à 90 cm
- Longueur de la queue:
  - Femelles : 60 à 75 cm
  - Mâles : 70 à 85 cm
- Longueur des pieds: 22 à 23 cm
- Vitesse de déplacement par bonds :
  - croisière : 15 km/h
  - moyenne : 40 km/h
  - maximale de : 65 km/h[3]
- Sauts:
  - en hauteur : jusqu'à 1,50 mètre au maximum avec élan
  - en longueur : jusqu'à 7 mètres au maximum avec élan
- Longévité  : 12 ans dans la nature, environ 20 ans en captivité

La distinction entre kangourou et wallaby se fait selon des critères de taille et de poids : les espèces de petite taille (moins de 24 kg et dont les pieds mesurent moins de 25 cm) sont appelées wallabies. Il n’y a pas vraiment d'autres différences entre les deux. De fait, traiter un wallaby de kangourou n'est pas incorrect, mais juste moins précis, d'autant  plus que les mots kangourou et wallaby sont tous deux des noms vernaculaires.

## Écologie et comportement

### Alimentation
Le Wallaby à cou rouge est herbivore (herbes, feuilles des buissons, foin tendre, racines, écorces, bourgeons et fruits). Il digère la cellulose comme les ruminants. L’eau contenue dans les végétaux lui suffit pour s’hydrater. Il ne boit qu’en cas de fortes chaleurs ou si sa nourriture est sèche.

### Mœurs
Le Wallaby à cou rouge vit en petits groupes non hiérarchisés de 10 à 30 individus. Certains mâles peuvent être célibataires. Il se nourrit surtout tôt le matin et en fin d’après-midi. Pendant les heures les plus chaudes de la journée, il dort. Lorsque le wallaby est très excité ou qu’il fait très chaud, il humidifie ses mains et ses avant-bras avec sa salive.
Pour se déplacer lentement (5 km/h), ils prennent appui sur leurs longs pieds et sur leurs mains. Pour se déplacer rapidement, ils sautent par bonds, grâce à la détente par appui sur leurs longs pieds, leur queue servant de balancier. Ils se servent de leurs mains pour saisir et manger les aliments, se toiletter en peignant leur pelage et en se grattant derrière les oreilles comme pourrait le faire un primate. Les wallabies et les kangourous sont de très bons nageurs grâce à leurs pattes. Les mâles sont très agressifs entre eux, en particulier quand il y a des femelles. Quand ils se battent, ils cherchent à se saisir par les mains puis se donnent de forts coups de pied.

### Reproduction
Après une gestation d'une trentaine de jours, les wallabies et les autres grands marsupiaux mettent bas un ou deux petits au maximum et les portent dans une vaste poche, caractéristique des marsupiaux. Même complètement sevrés, les petits continuent à dormir ou à se laisser transporter dans la poche. La mère procède à un nettoyage de la poche marsupiale avant la mise bas. L'embryon, encore aveugle et sourd, détruit son enveloppe, sort, grimpe par reptation sur le ventre le long d'une piste tracée par la mère. Sitôt dans la poche il attrape une mamelle et commence à s'allaiter. Il reste environ cinq mois à l'abri dans cette poche.

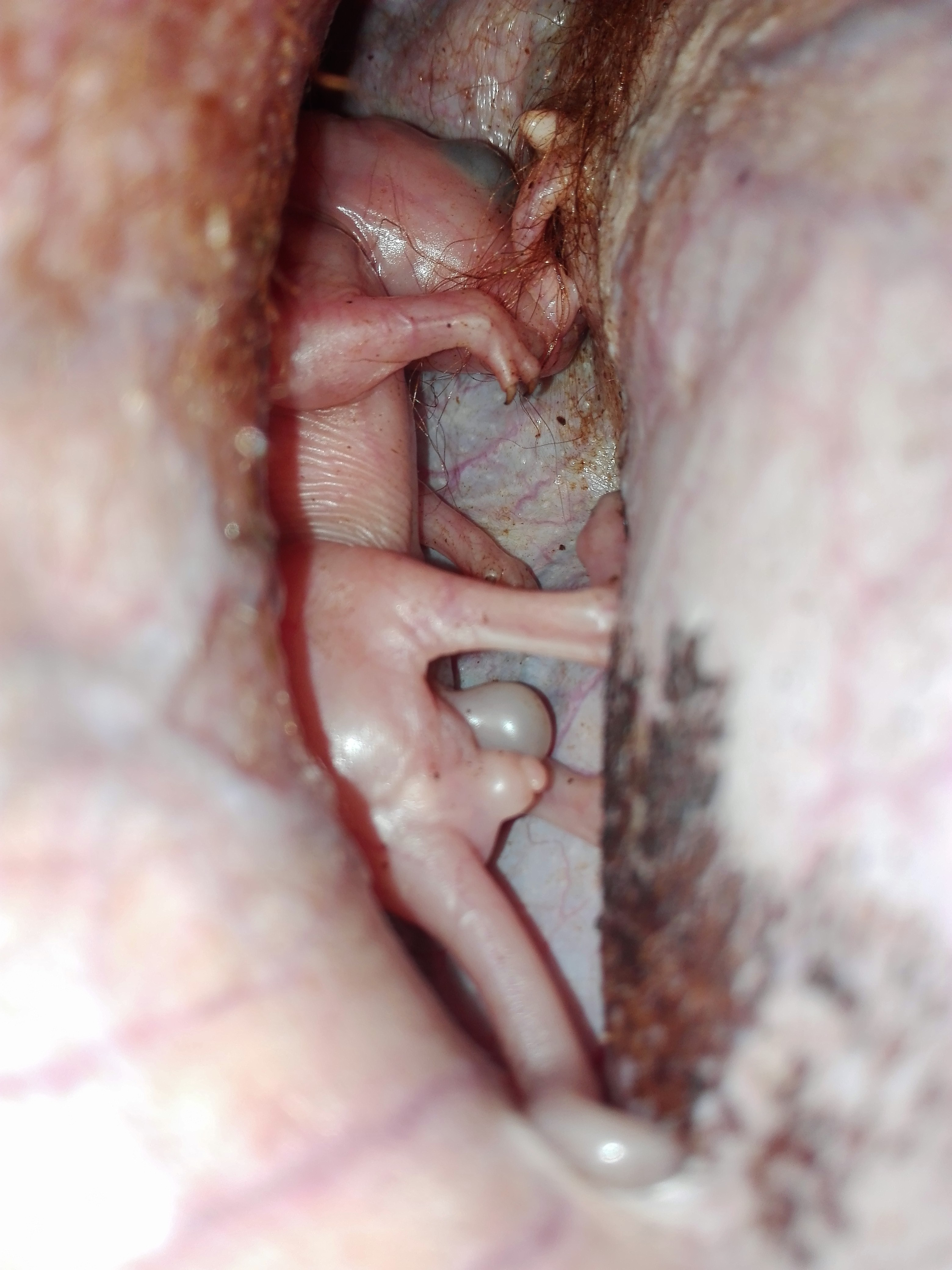
Jeune immature dans la poche de sa mère.
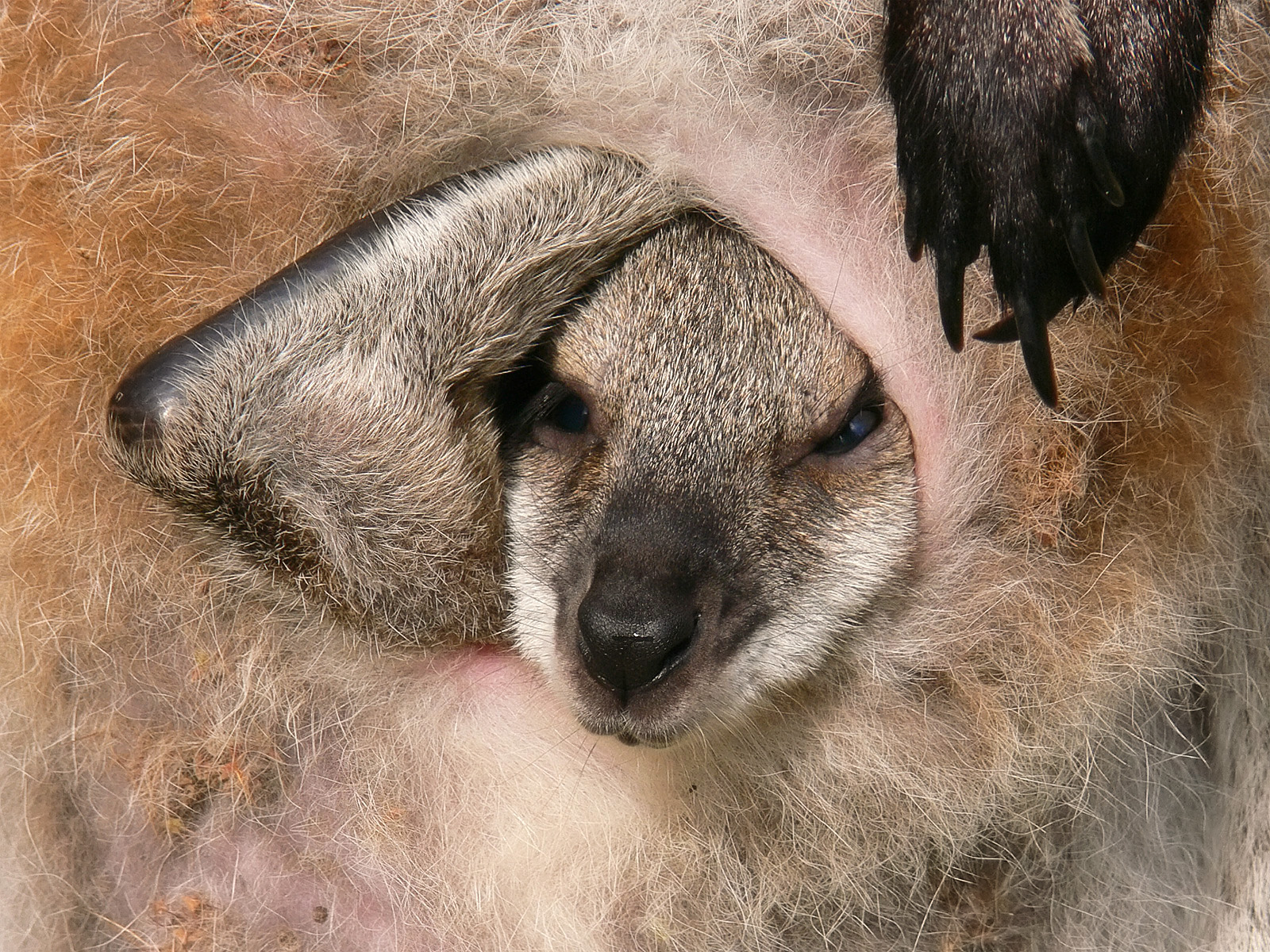
Jeune plus âgé, sortant la tête de la poche.

## Habitat et répartition

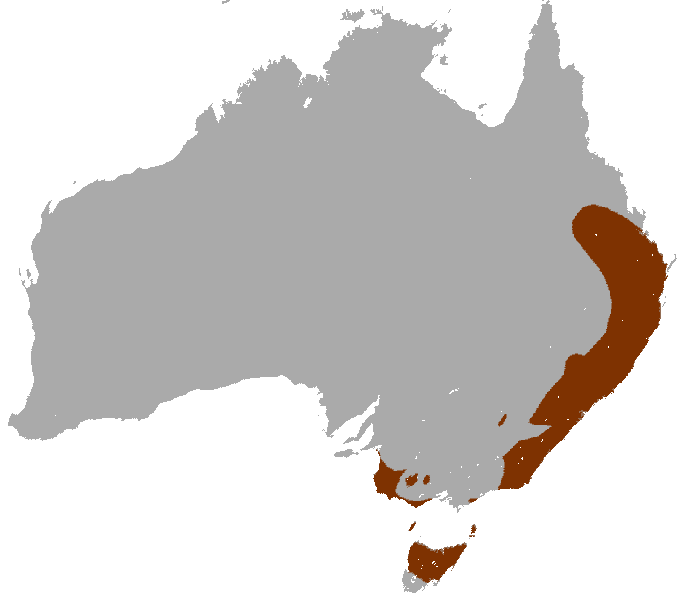
Carte de l'aire de répartition du Wallaby à cou rouge.

Cette espèce de wallaby est originellement endémique de l'Australie. Il vit principalement le long de la côte est de l'Australie et en Tasmanie, où les populations sont les plus denses. Il est présent également sur un grand nombre d'îles du détroit de Bass.
L'animal vit dans les savanes ou le chaparral (maquis formé par des buissons), ainsi que dans les forêts sclérophylles et les maquis côtiers montagneux.

### Présence en France
Au départ objet d'une légende urbaine, la présence de wallabies de Bennett a été confirmée dans la forêt de Rambouillet, dans la pointe sud des Yvelines. Ces cinquante à cent individus sont vraisemblablement les descendants de spécimens échappés de la Réserve zoologique de Sauvage du parc du Château de Sauvage dans les années 1970, mais aussi d'individus échappés de la même réserve lors de la tempête de 1999. Le Centre d'études de Rambouillet et de sa forêt (CERF) enquête actuellement[Quand ?] sur l'état et la répartition exacte de cette population,,.
Cela fait de cette espèce actuellement le seul marsupial vivant en Europe et plus généralement sur le continent Eurasien. La population de cet animal est stable et l'espèce s'est bien naturalisée dans des climats locaux proches de celui de son habitat d'origine. Son alimentation à base de feuilles, d'herbes et de plantes aux sol, qui sont des aliments abondants en presque toutes saisons, font que l'espèce ne dérange pas la faune locale et ne constitue pas une espèce invasive. Il est possible de voir à l'année les wallabies dans la forêt, bien que de mœurs discrète et nocturne mais généralement sans peur face aux humains. Il arrive néanmoins que certains spécimens soient percutés par des voitures ou des trains. C'est pourquoi des panneaux pour signifier leur présence ont été mis en place.
L'espèce n'étant ni classée comme nuisible, ni classée comme protégée, ce wallaby est une proie facile pour les braconniers, les trafiquants d'animaux exotiques ou encore des particuliers à la recherche d'un kangourou de compagnie. La faible densité de la population, malgré une présence dans le département depuis 40 ans environ et les accidents avec des voitures contribuent aussi à la régulation et, depuis 2017, à la diminution de la population. 
Cependant, depuis 2017, date à laquelle la Réserve zoologique de Sauvage a fermé ses portes, la population semble diminuer progressivement voire être totalement éteinte à la suite de la fermeture de la réserve. Des spécimens s'en échappaient en effet régulièrement, permettant de maintenir une dynamique au sein de la population naturalisée qui dépendait en partie de ces évasions. Le nombre d'observations a baissé dès l'année de fermeture du zoo avec seulement quatre wallabies en 2019 contre 34 les années précédentes. Aucune observation n'a été faite en 2020. La population est possiblement quasi-éteinte à l'heure actuelle.

### Détention en France
Légalement, il est possible de détenir un Wallaby à cou rouge, à condition de demander une autorisation d'élevage d'agrément auprès de la Préfecture avant l'achat. Ce n'est pas un animal de compagnie, mais un animal sauvage dont la détention impose plusieurs contraintes, notamment la possession d'un terrain arboré de 300 m2 minimum par individu, avec des zones de repos ombragées et une clôture de 1,8 m. Les wallabies ont besoin de créer une famille, avec les implications de reproduction que cela impose.

## Classification
Il existe au moins deux sous-espèces officiellement reconnues : Macropus rufogriseus rufogriseus (wallaby de Bennett) et Macropus rufogriseus banksianus (wallaby à cou rouge). 
Le Wallaby de Bennett est commun en Tasmanie. Son nom commémore le médecin et zoologiste britannique Edward Turner Bennett (1797-1836). Il est de plus petite taille que le Wallaby à cou rouge. C'est cette sous-espèce qui est présente dans les zoos[réf. nécessaire].

## Menaces et conservation
Le Wallaby à cou rouge est sujet parfois à la prédation par le Dingo. Les éleveurs australiens chassent les kangourous et les wallabies sur leurs pâturages parce que ce sont des concurrents pour la nourriture des moutons et des bovins. Le Wallaby de Bennett a disparu sur de larges étendues dans son milieu naturel, mais c’est une espèce prolifique et résistante qui s’adapte bien aux conditions des pays tempérés. C’est le marsupial le plus représenté dans les parcs zoologiques du monde entier avec le Kangourou roux.
Cette espèce de Macropodidae est classé "Préoccupation mineure" (LC) sur la liste rouge des espèces menacées de l'UICN: « Inscrite dans la catégorie des espèces les moins préoccupantes (LC) du fait d'une relative large diffusion, tolérant une large gamme d'habitats et d'une grande population (en particulier sur la Tasmanie), l'espèce n'est pas en grande menace. Également parce qu'il est peu probable qu'un déclin à taux nécessaire pour se qualifier catégorie menacée apparaisse soudainement. »

### Bases taxinomiques
- (en) Catalogue of Life : Macropus rufogriseus (Desmarest, 1817) (consulté le 15 décembre 2020).
- (fr + en) ITIS : Macropus rufogriseus (Desmarest, 1817) (consulté le 3 septembre 2015).
- (en) Mammal Species of the World (3e  éd., 2005) : Macropus (Notamacropus) rufogriseus Desmarest, 1817 (consulté le 3 septembre 2015).